# 汉斯-乌尔里希·施米德
汉斯-乌尔里希·施米德（德語：Hans-Ulrich Schmied，1947年2月23日—），德国男子赛艇运动员。他曾代表东德参加1968年、1972年和1976年夏季奥林匹克运动会赛艇比赛，获得二枚铜牌。